# Camp de Fawwar
El camp de Fawwar (àrab: مخيّم الفوّار, muẖayyam al-Fawwār) és un camp de refugiats palestí de la governació d'Hebron, a Cisjordània, situat 6 quilòmetres al sud-oest d'Hebron. Segons l'Oficina Central Palestina d'Estadístiques tenia 8.642 habitants el 2016. Segons UNRWA Espanya, a data de gener de 2014, 8.066 refugiats vivien al campament. Segons Unrwa.org, la seva població és d'aproximadament 9.500 habitants. La densitat de població és de 35,185 habitants per quilòmetre quadrat Es troba a pocs quilòmetres de l'assentament israelià de Beit Haggay i d'un campament militar israelià. Hi ha una torre d'observació militar israeliana a l'entrada del campament.

## Infraestructures
La superfície del campament és de 0,27 quilòmetres quadrats. L'UNRWA administra quatre escoles -dues per a nens i dues per a nenes- que donen servei a més de 2.000 alumnes, amb accés a biblioteques, laboratoris i sales d'ordinadors. En 2005, l'Autoritat Nacional Palestina va construir instituts d'educació secundària en el campament perquè els alumnes no n'haguessin de sortir.

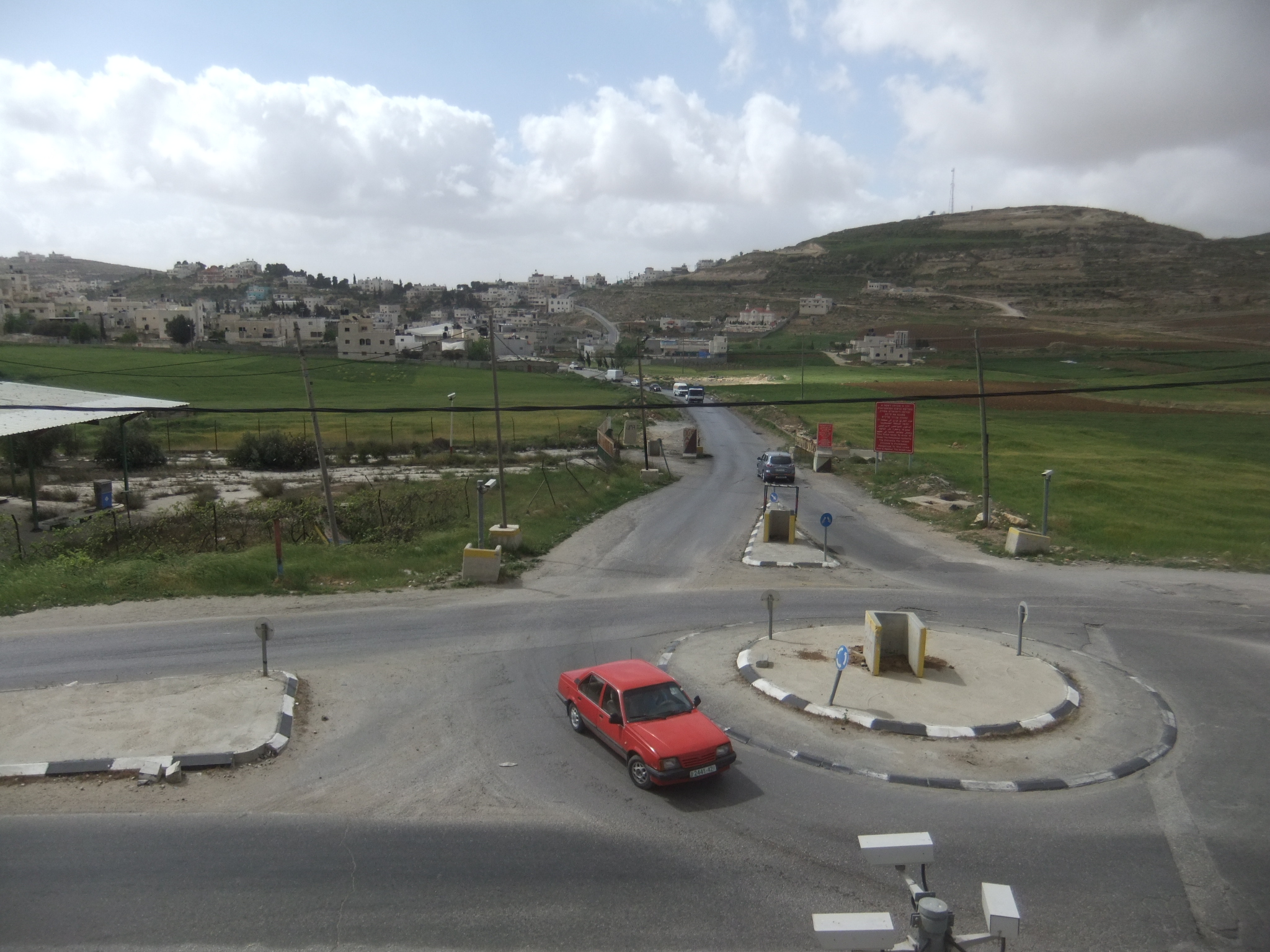
Entrada de Fawwar

L'UNRWA també administra un centre de salut amb serveis bàsics (tractaments reproductius, pediatria, vacunació i revisions mèdiques mèdiques), i un dentista acudeix al campament dues vegades a la setmana. No obstant això, no hi ha serveis d'urgències ni raigs X, la qual cosa resulta problemàtica perquè una ambulància triga més de mitja hora a arribar a Hebron (a tan sol sis quilòmetres de distància), sempre que no es retardi en l'accés al campament. La mitjana de visites per dia i doctor és de més de 100.
També hi ha al campament un centre de distribució, un centre de la dona, un centre comunitari de rehabilitació i un centre de recursos educatius. Totes les cases estan connectades a un servei públic d'aigua i d'electricitat, encara que no totes disposen de clavegueram públic, i els talls d'aigua a l'estiu i d'electricitat a l'hivern són relativament freqüents. A més, el campament tendeix a inundar-se quan plou amb força. Els residents del campament treballen gairebé íntegrament a Israel i es veuen especialment afectats per les retallades en l'accés al mercat de treball israelià, especialment des de la construcció del mur de separació i de l'establiment de permisos especials d'accés, la qual cosa ha causat alts nivells de desocupació i pobresa a Fawwar.
L'UNRWA proporciona menjar a uns 730 refugiats empobrits del campament, i ofereix treballs remunerats de tres mesos a famílies amb necessitats econòmiques especials. Aquests treballs inclouen el manteniment de places públiques, neteja i rehabilitació de carrers i sanejament.

## Història
El 29 de novembre de 1947, la Assemblea General de les Nacions Unides va aprovar la Resolució 181, més coneguda com el Pla de Partició de Palestina, que impulsava la creació de un estat jueu i un d'àrab al territori del Mandat Britànic de Palestina. Com a conseqüència de l'avanç de les tropes jueves abans i durant la Guerra araboisraeliana de 1948, uns 700.000 palestins van ser expulsats o van fugir de les seves llars. A la conclusió de la guerra, Israel els va negar el dret de tornada, per la qual cosa Nacions Unides va decidir crear l'Agència de Nacions Unides per als Refugiats de Palestina a Orient Pròxim (UNRWA) i una sèrie de campaments de refugiats a la Franja de Gaza, Cisjordània, Líban, Síria i Jordània. El campament de Fawwar es va crear en 1949 per allotjar als refugiats palestins provinents de 18 pobles de la zona de Gaza, l'oest d'Hebron, Beerxeba i Bayt Jibrin.

### Ocupació israeliana
Fawwar, com la resta de Palestina, roman sota l'ocupació israeliana des de la Guerra dels Sis Dies en 1967, L'ONU considera aquesta ocupació il·legal i ha exigit en nombroses resolucions la retirada d'Israel a les fronteres anteriors a 1967. La població en el cens de 1967, dut a terme per les autoritats israelianes, era de 2.233 persones.
La presència militar israeliana a l'entrada del campament, les seves incursions i tancaments de les entrades han generat nombrosos xocs amb els joves de Fawwar. Segons UNRWA, molts nens experimenten dificultats emocionals i actitudinals a causa dels freqüents tancaments del campament.
El 6 d'abril de 2002, l'exèrcit israelià va matar d'un tret en el pit Rubin Jamil al-Khdour, de 14 anys, quan aquest llançava pedres a un tanc durant una incursió en el campament. El 20 de maig de 2004, Islam Muhammad Mahmoud Husniya, de 13 anys, va morir d'un tret en el cap durant una manifestació contra una recent incursió israeliana a Rafah.
En 2009, soldats israelians van disparar Yakub Nasser, de 14 anys, en el propi campament de Jalazone, destrossant-li l'estómac i l'espina dorsal i deixant-li paralític d'ambdues cames.

El 12 de març de 2013, un vehicle militar israelià es va endinsar en el campament i es va quedar embussat en un carrer. El vehicle va ser apedregat i els soldats van començar a disparar, matant un jove de 22 anys anomenat Mahmoud 'Adel Fares a-Titi.

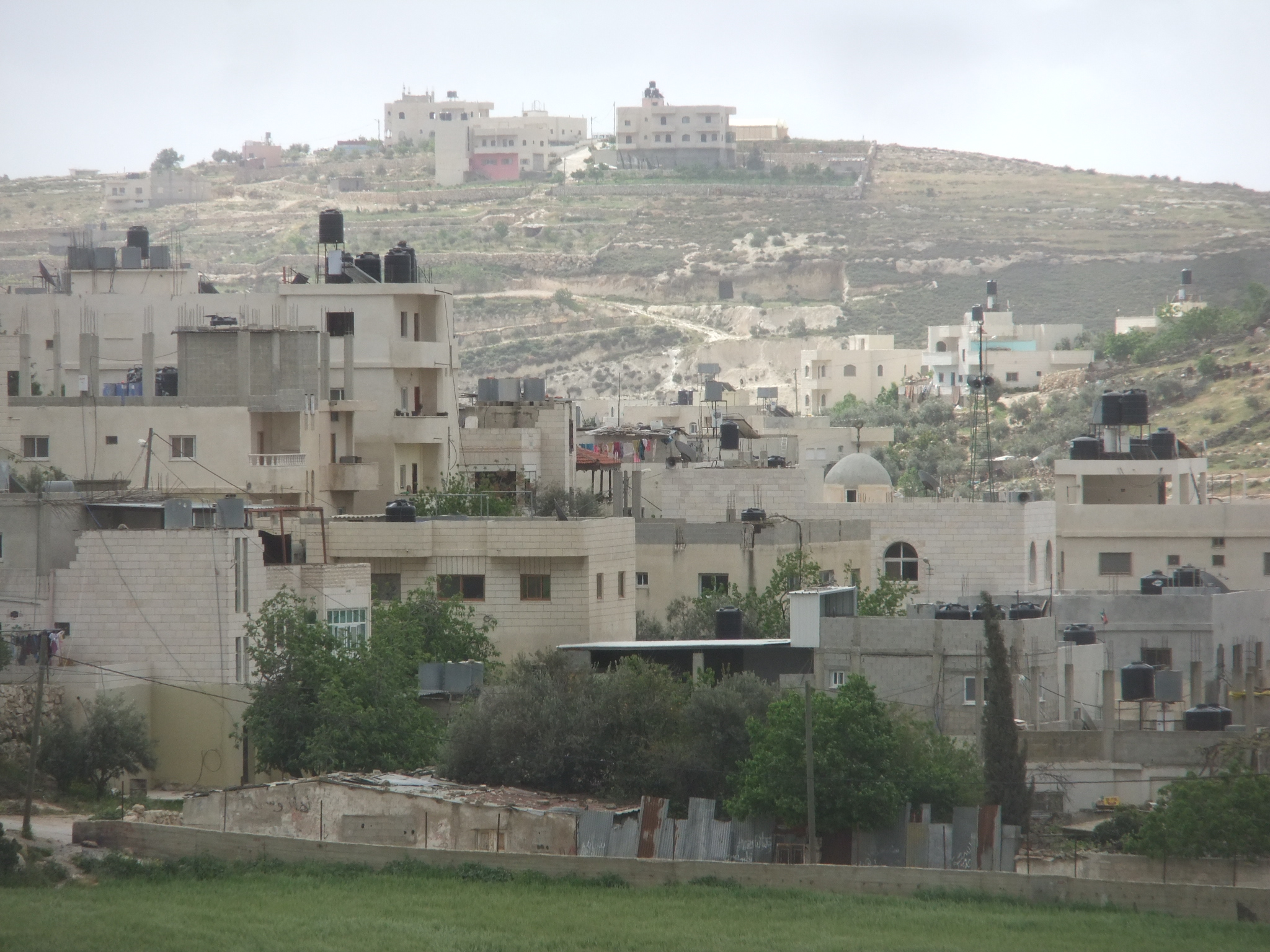
Campament de Fawwar

A l'abril de 2013, l'exèrcit israelià va destruir el pou amb el qual un habitant del camp de refugiats de Fawwar regava les seves plantacions. Aquest pou havia estat construït amb fons de la Unió Europea i havia costat 8.000 euros.
El 10 d'agost de 2014, dos jeeps militars israelians es van endinsar en el campament. Un soldat va baixar del seu jeep, va apuntar el seu rifle a la part superior d'un nen que fugia i li va disparar. Després es va muntar en el jeep i va abandonar juntament amb els seus companys el campament. El nen de 10 anys, anomenat Khalil Muhammad Ahmad al-'Anati, va morir dessagnat pel tret en l'esquena abans d'arribar a l'hospital Al Ahli d'Hebron. Poc abans que el disparessin, havia estat llançant pedres al jeep militar en companyia d'altres nens.
El 25 de novembre de 2015, Muhammad Isma'il Muhammad a-Shobaki, de 20 anys, va atacar i va ferir greument a un soldat israelià i poc després va morir per les ferides sofertes. Soldats israelians van evitar que les ambulàncies assistissin a Muhammad durant una mitja hora.
El 16 d'agost de 2016, un franctirador israelià va matar Muhammad Yusef Saber Abu Hashhash, de 19 anys, durant una incursió en el campament de refugiats de Fawwar. Una bala va penetrar en el seu cos per l'esquena i va sortir pel pit, just per sobre del cor. Altres 32 palestins van resultar ferits en aquest assalt, a més de 3 detinguts. Els tres batallons israelians responsables de la incursió van assaltar unes 200 cases, causant destrosses en 28 d'elles i tancant freqüentment tots els membres de les famílies afectades en una sola habitació durant hores. Una recerca de B'Tselem va concloure que Muhammad no suposava cap risc per als soldats que el van matar.